# 1148
سنة 1148 كانت سنة كبيسة تبدأ يوم الخميس (الرابط يظهر نموذج التقويم الكامل للسنة) من التقويم اليولياني.

## أحداث
- حصار دمشق في الفترة ما بين 24 يوليو و29 يوليو.

## مواليد
- أعلى محمد بن الحسن علي

## وفيات
- أبو بكر بن العربي.
- روجر الثالث دوق بوليا.
- شاهنشاه بن أيوب.